# Cola en V

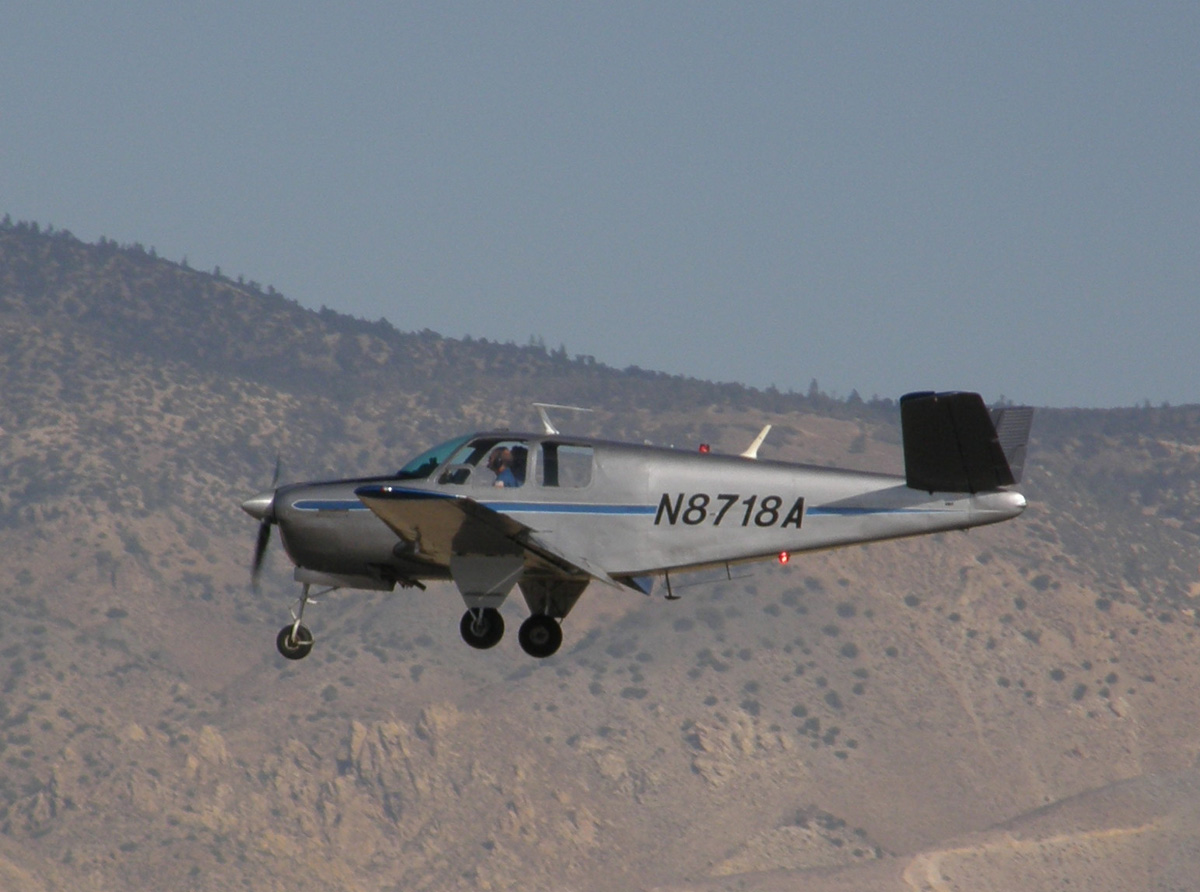
Un B35 con cola en V que todavía se emplea en la Escuela nacional de pilotos de prueba (National Test Pilot School) en el aeropuerto de Mojave

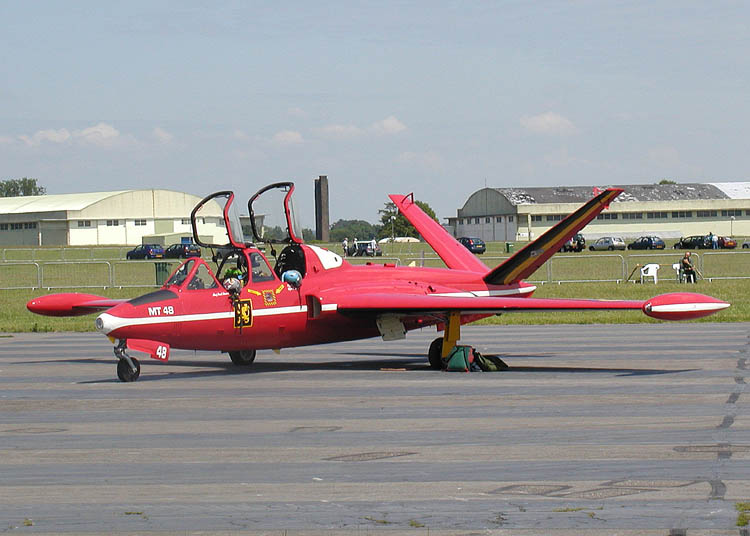
La cola en V de un Fouga Magister de la Fuerza Aérea de Bélgica

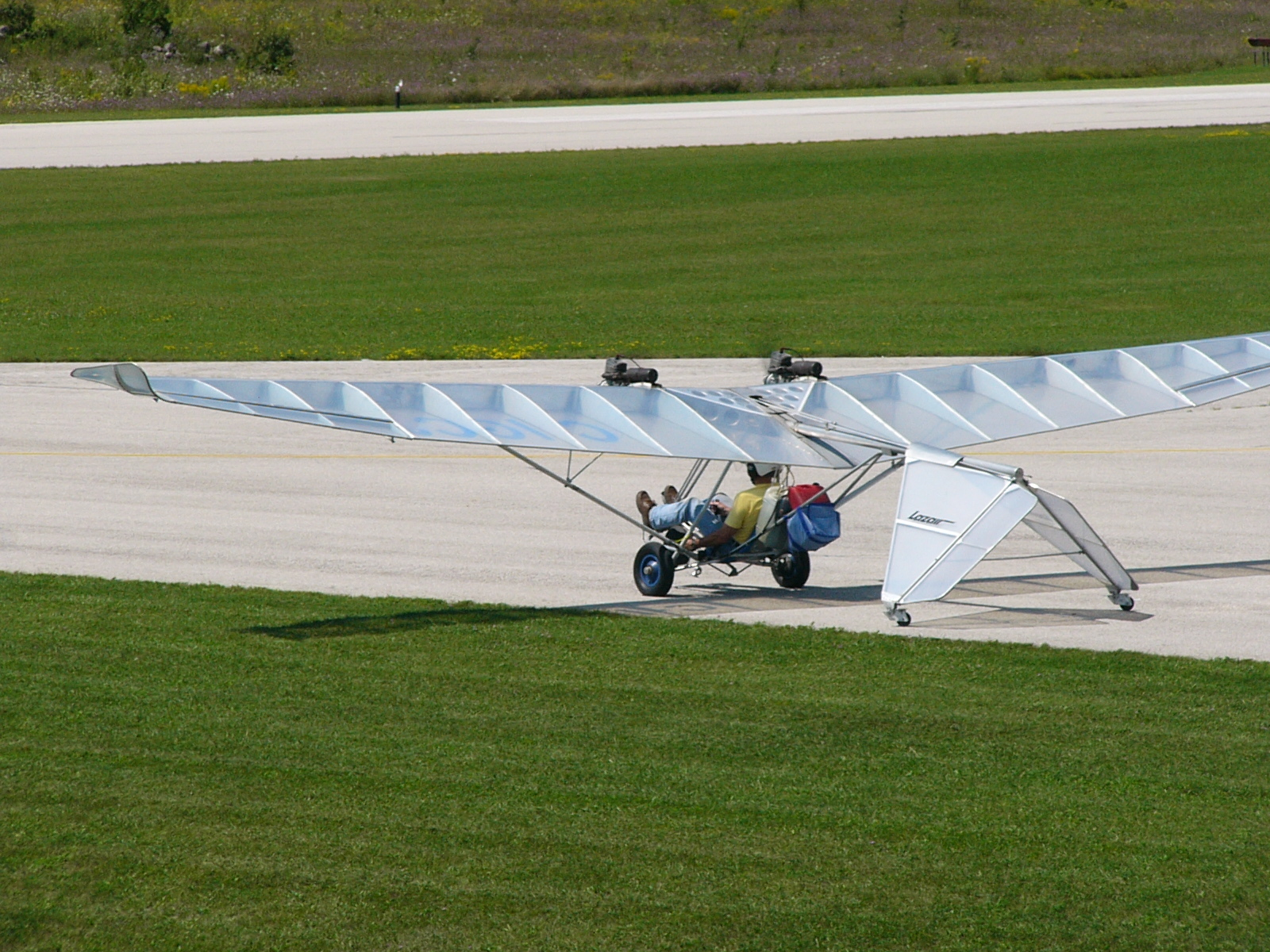
Un ultraligero Lazair con una cola en V invertida

En la aeronáutica, una cola en V (algunas veces llamada cola de mariposa), es una configuración no convencional de las superficies de control traseras o empenajes de los aviones. Esta configuración reemplaza los tradicionales estabilizadores horizontales y verticales con dos superficies en forma de V, ya sea hacia arriba o hacia abajo, cuando se mira el aeroplano de frente o por atrás.

## Uso del diseño

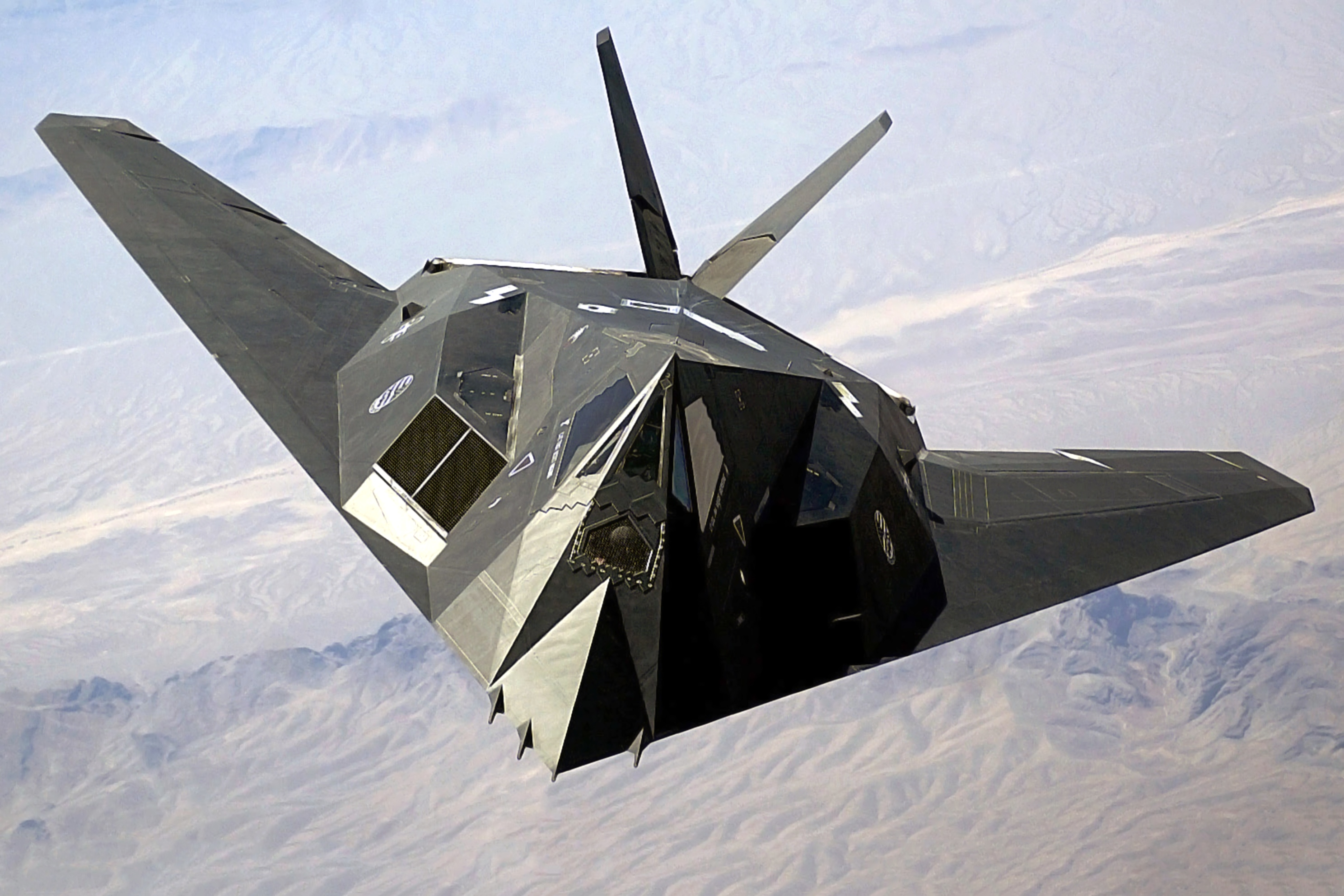
Cola en V

La cola en V no ha sido una opción muy empleada por los constructores de aeronaves. El avión más popular con una cola de este tipo es el Beechcraft Bonanza modelo 35, conocido como el Bonanza de cola en V, o simplemente como "el cola en V". Otros ejemplos incluyen el bombardero furtivo F-117 Nighthawk, el prototipo de caza F-23 Black Widow, el entrenador Fouga Magister y el vehículo aéreo no pilotado (UAV) MQ-1 Predator. La cola en X del prototipo Lockheed XFV es esencialmente una cola en V extendida sobre y debajo del fuselaje. Cerca de 2000 ultraligeros Lazair han sido producidos con un diseño de cola en V invertida.

## Ventajas
Con menores superficies que un diseño convencional de cola, el de 3 superficies, conocido como la cola en T, la cola en V es mucho más ligera, presenta menos frentes de resistencia al flujo. Sin embargo estudios realizados en la NACA indicaron que las superficies de la cola en V deben ser más largas que lo que pueden sugerir las proyecciones en los planos horizontal y vertical, debido a que el aérea total es aproximadamente constante. Sin embargo, la reducción de tres superficies de intercepción a dos si produce una disminución neta en la resistencia inducida debido a la eliminación de la resistencia inducida por interferencia.
En los aviones turborreactores ligeros modernos, tales como el Cirrus Jet, el Eclipse 400 o el Global Hawk, los motores son posicionados fuera del fuselaje para la protección de los pasajeros y hacer la certificaciones fáciles. En tales casos, las colas en V son usadas para evitar poner el estabilizador vertical sobre la tobera del motor, que puede perturbar el flujo de la misma y afectar el empuje, además puede afectar también los estabilizadores, desgastándolos.

## Desventajas
Combinar los controles de cabeceo y resbalamiento es complicado y requiere un sistema de control mucho más sofisticado. El arreglo de cola en V aplica esfuerzos mayores al fuselaje cuando varía el cabeceo o el resbalamiento que un esquema tradicional.
A mediado de los años 80, la Administración Federal de Aviación (FAA) bajó de vuelo al Beechcraft Bonanza debido a cuestiones de seguridad. A pesar de que el Bonanza cumplió los requerimientos de certificación inicial, este tenía en su historia una serie de accidentes fatales de fallos de la estructura durante la aplicación a la misma de grandes esfuerzos, todo esto en un rango mayor que la norma aceptada. El avión se declaró de alta para el vuelo una vez que Beechcraft emitió ciertas modificaciones estructurales como una Directiva de Aeronavegabilidad.

## Ruddervators

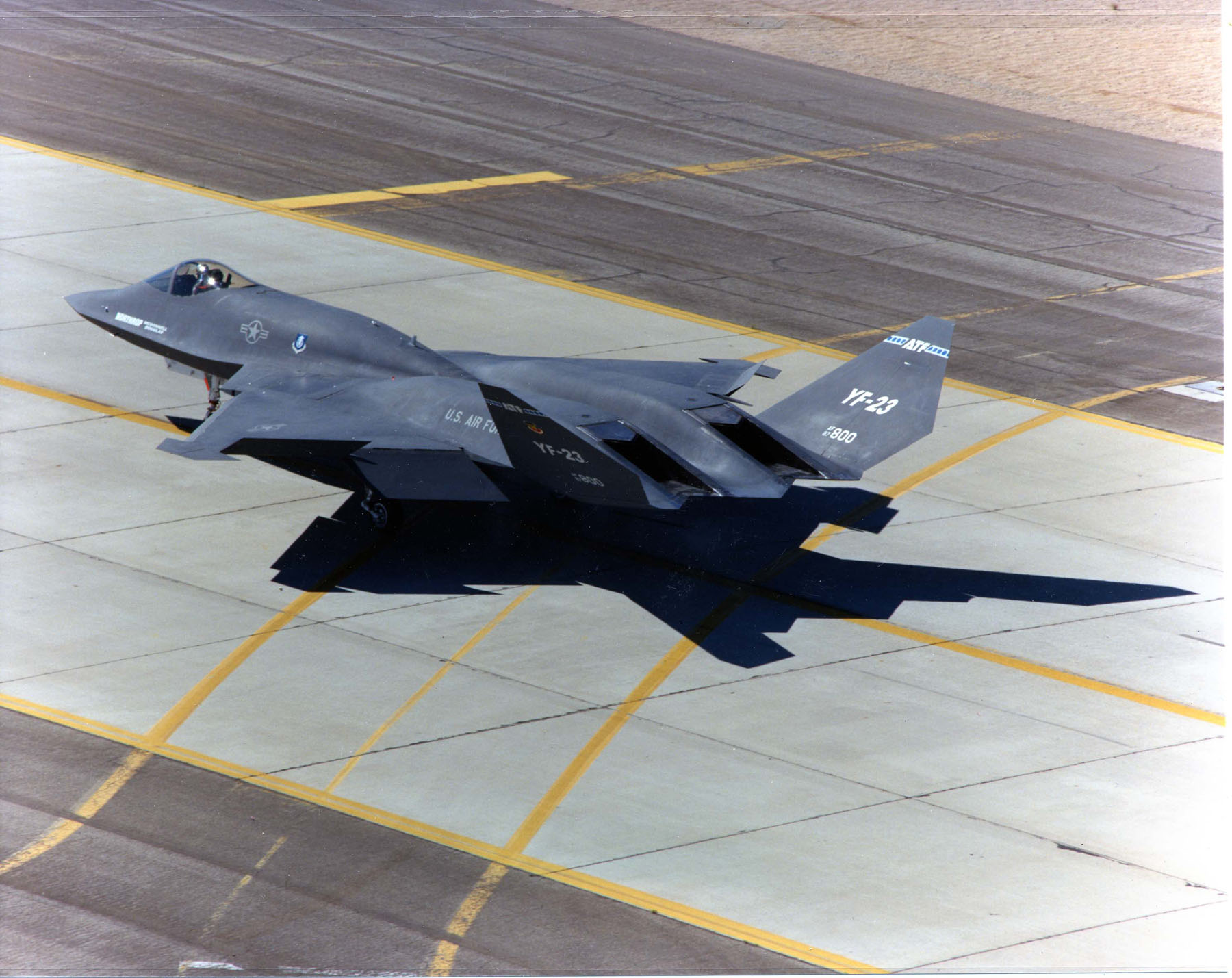
El YF-23 Black Widow.

Los ruddervators son las superficies de control de un avión con cola en V. Ellos están ubicados en el borde de salida de cada uno de los dos estabilizadores que conforman el empenaje del avión. El primer uso de ruddervators pudo haber sido en el Coandă-1910 con cola en X, aunque no hay pruebas de que dicho aeroplano volara alguna vez. El más moderno Coandă-1911 voló con ruddervators en su cola en X. Más tarde, el ingeniero polaco Jerzy Rudlicki, diseñó el primer ruddervators práctico en 1930, probado en el entrenador Hanriot H-28 en 1931.
La palabra proviene de una combinación de los nombre en inglés rudder (timón) y elevator (elevador, estabilizador). En una configuración tradicional del empenaje, el timón provee de control por resbalamiento (horizontal) y los elevadores o timones del estabilizador proveen de control del cabeceo (vertical).
Los ruddervators proveen los mismos efectos de control que las superficies de cola convencionales, pero mediante un sistema de control mucho más complejo, que actúa sobre todas las superficies de control unificadamente. Para realizar un resbalamiento a la izquierda, se aplica al igual que otros aviones un movimiento de los pedales a la izquierda, solo que el movimiento de las superficies varía. En este caso, para dicho resbalamiento, la superficie izquierda baja y la derecha sube, ambas a la izquierda, con lo que se logra el movimiento requerido. En el caso del control por cabeceo, los ruddervators actúan de forma similar a las superficies de control convencionales.
Los ruddervators han sido usados también en algunos dirigibles, como el US Navy Blimp clase N. Un control preciso del cabeceo en los dirigibles puede ser difícil y esta configuración mejora el despeje tras la cola.